# Deschampsia antarctica
Deschampsia antarctica er en flerårig og urteagtig græsart. Ud over den tokimbladede Colobanthus quitensis er arten den eneste oprindelige karplante i Antarktis.

## Beskrivelse
Deschampsia antarctica er en staude med tuedannende til tæppeformig vækst. Bladene er linjeformede og helrandede med indrullet rand. Begge bladsider er hårløse og græsgrønne. Blomstringen foregår i den sydlige halvkugles korte sommer (januar-februar), hvor man finder blomsterne samlet i løse, endestillede stande på 5-20 cm lange, dunhårede stængler. De enkelte blomster er 3-tallige og typiske, reducerede græsblomster. Frugterne er bittesmå, mørkebrune nødder (”korn”)
Rodnettet består af trævlede finrødder og korte jordstængler.
Arten bliver 0,25 m høj under gunstige betingelser, men betydeligt bredere på egnede voksesteder.

## Hjemsted
Deschampsia antarctica har sin naturlige udbredelse i den sydligste del af Sydamerika (Argentina og Chile), på det antarktiske fastland, samt på antarktiske og subantarktiske øer: Crozetøerne, Falklandsøerne, Heard- og  McDonaldøerne, Kerguelen, South Georgia og de sydlige Sandwichøer.. Planten danner grønsvær sammen med Colobanthus quitensis på beskyttede og havpåvirkede flader, hvor ekskrementer fra pingviner og havpattedyr er vigtige kilder til mineraler.

## Galleri
|  |  |  |

## Eksterne links
- W. D. Clayton, M. Vorontsova, K. T. Harman og H. Williamson: Deschampsia antarctica Arkiveret 3. maj 2016 hos  Wayback Machine i RBG Kew: GrassBase – The Online World Grass Flora.
- Plejeplan for Biscoe Point på øen Anvers i Palmer øgruppen nær den Antarktiske halvø Arkiveret 7. juli 2018 hos  Wayback Machine (64°48'47"S, 63°47'41"W) (engelsk)